# Amélie de Solms-Braunfels
Amélie de Solms-Braunfels (en allemand : Amalia von Solms-Braunfels), née le 31 août 1602 à Braunfels et morte le 8 septembre 1675 à La Haye, est une princesse consort et régente des Pays-Bas. Elle est l'épouse du prince d'Orange Frédéric-Henri d'Orange-Nassau.

## Biographie

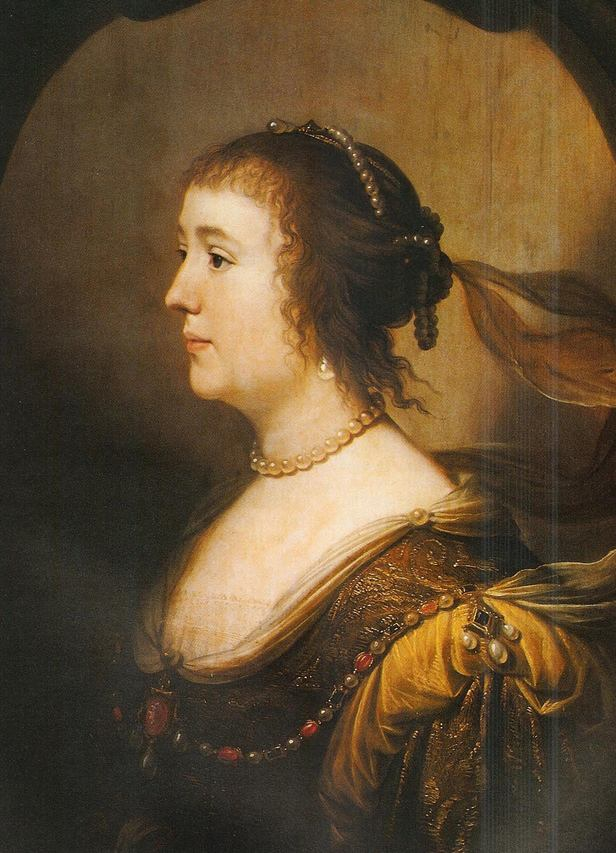
Portrait d'Amélie de Solms-Braunfels par Gerrit van Honthorst.

### Enfance

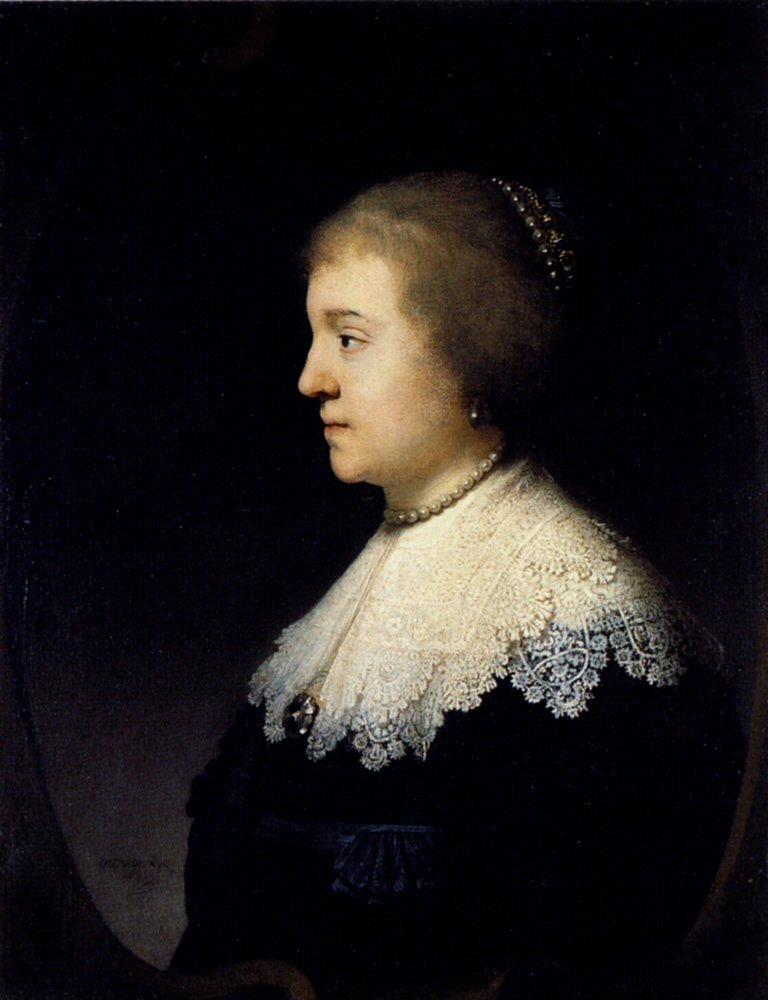
Portrait d'Amélie de Solms-Braunfels par Rembrandt, en 1632.

Fille du comte Jean Albert Ier de Solms-Braunfels (branche de la Maison de Solms) et d'Agnès de Sayn-Wittgenstein, Amélie passe son enfance dans le château familial de Braunfels en Allemagne.
Elle fait partie du proche entourage d'Élisabeth Stuart, épouse de Frédéric V, électeur palatin. Amélie accompagne Elisabeth dans son exil à La Haye aux Pays-Bas, alors que son époux Frédéric est défait par Ferdinand II et le Saint-Empire. Le prince Maurice de Nassau leur donne l'asile en 1621.

### Mariage et enfants
En 1625, Amélie de Solms-Braunfels épouse le prince d'Orange Frédéric-Henri d'Orange-Nassau. Neuf enfants naissent de cette union, dont cinq atteignent l'âge adulte :
- Guillaume II d'Orange-Nassau, prince d'Orange ;
- Louise-Henriette d'Orange (1627-1667), épousa en 1646 l'électeur Frédéric-Guillaume Ier de Brandebourg (1620-1688) ;
- Henriette Amalia de Nassau (1628-1628) ;
- Élisabeth de Nassau (1630-1630) ;
- Isabelle-Charlotte de Nassau (1632-1642) ;
- Albertine-Agnès d'Orange-Nassau (1634-1696), épousa en 1652 le prince Guillaume-Frédéric de Nassau-Dietz (1613-1664) ;
- Henriette-Catherine d'Orange-Nassau (1637-1708), épousa en 1659 le prince Jean-Georges d'Anhalt-Dessau (mort en 1693) ;
- Henri-Louis de Nassau (30 novembre 1639 — 29 décembre 1639) ;
- Marie de Nassau (1642-1688), épousa en 1666 Louis von Simmern (mort en 1674).

### Princesse consort des Pays-Bas
Lorsque Frédéric-Henri devient stathouder à la mort de son demi-frère Maurice, son influence et celle de son épouse croissent substantiellement. Ensemble, ils sont les artisans du développement de la cour princière de La Haye. Ils font construire plusieurs palais, dont celui de Huis ten Bosch.
Amélie est réputée comme étant une grande collectionneuse d'art. Elle est perçue comme intelligente, arrogante et ambitieuse. Elle fut l'instigatrice principale de plusieurs mariages royaux, tels que celui de Guillaume II d'Orange-Nassau avec la princesse royale d'Angleterre et d'Écosse Marie-Henriette Stuart et celui de ses filles avec des princes de l'Empire germanique. Elle a également une grande influence sur la politique, comme conseillère de son époux. Lorsque ce dernier tombe malade en 1640, elle participe ouvertement à la politique intérieure et extérieure de son pays en recevant par exemple des diplomates. Elle est considérée comme un acteur principal ayant œuvré au succès du traité de Westphalie en 1648. Comme marque de reconnaissance, le roi d'Espagne Philippe IV lui octroie le domaine de Turnhout en région flamande dans la province d'Anvers.

### Régente des Pays-Bas
À la mort de son époux Frédéric-Henri, elle assure la régence et s'occupe de l'accession au pouvoir de son petit-fils Guillaume III, prince d'Orange qui deviendra également roi d'Angleterre.

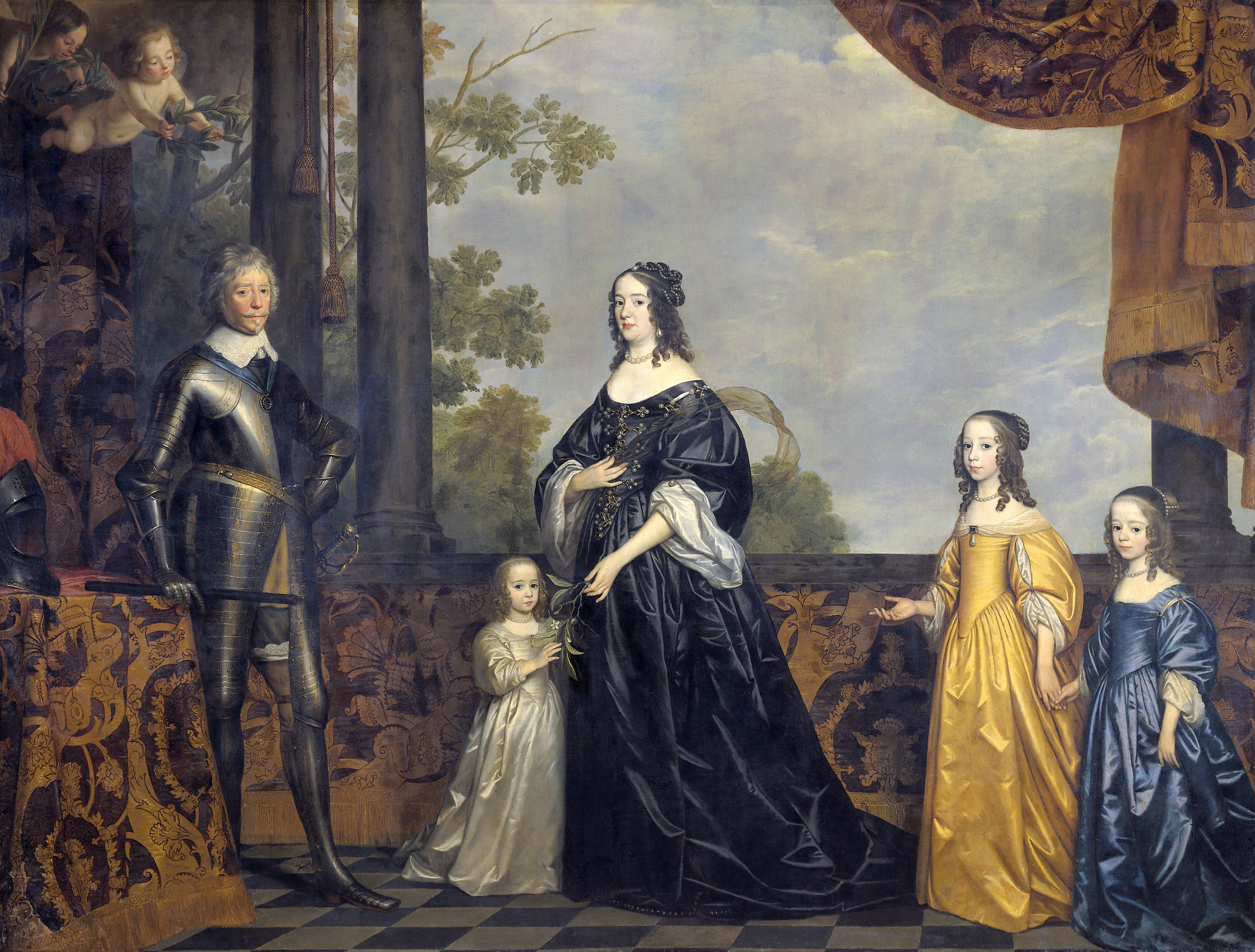
Portrait d'Amélie et Frédéric-Henri d'Orange-Nassau, avec leurs filles Albertine-Agnès, Henriette-Catherine et Marie, par Gerrit van Honthorst.
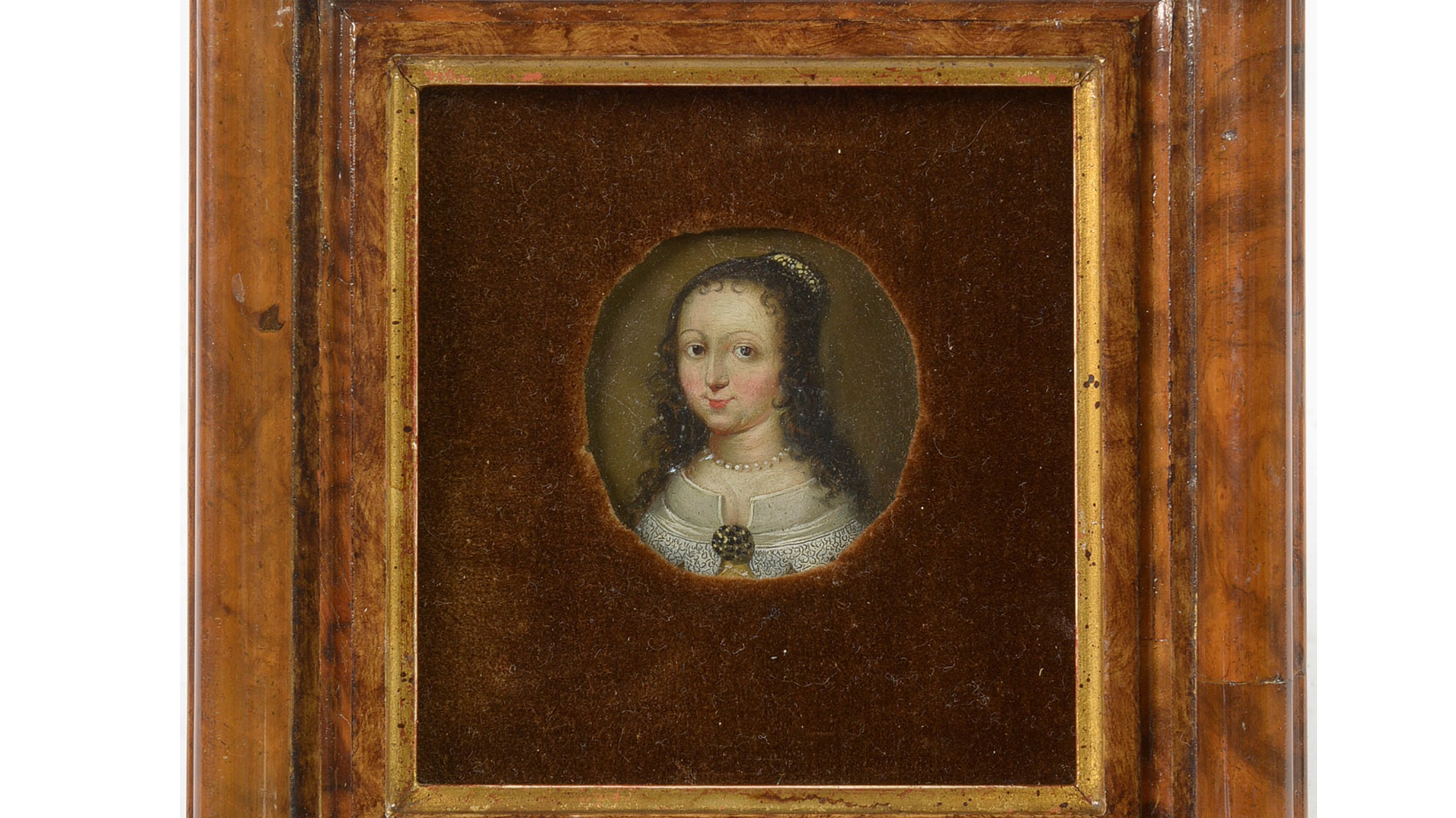
Miniature ronde sur cuivre représentant la Princesse d’Orange, Amalia von Solms-Braunfels, Princesse Consort et Régente des Pays-Bas.